# Max Havelaar (roman)
|  | For andre betydninger af Max Havelaar, se Max Havelaar. |
Max Havelaar er en roman, der foregår i de hollandske koloniområder i det nuværende Indonesien. Den er skrevet af hollænderen Eduard Douwes Dekker (1820–1887) i 1859 i Brussel. Den udkom i 1860 under pseudonymet Multatuli, latin for jeg har lidt meget.
Den stærkt socialt engagerede og kolonikritiske roman med originaltitlen  (hollandsk Max Havelaar, of de koffij-veilingen der Nederlandsche Handel-Maatschappij) er en meget væsentlig roman, der med mange bihistorier giver en intens, følelsesladet og stærkt kritisk beretning om hollændernes korrupte koloniadministration på øen Java i det nuværende Indonesien.
E.D. Dekker vendte stærkt desillusioneret tilbage til Holland i 1856 efter 18 års tjeneste i den hollandske koloniadministration i Østasien (nuv. Indonesien). Han skrev efter sin hjemkomst den selvbiografiske roman, som i dag er en hollandsk klassiker. Den mødte i 1860 stærk kritik og blev mange steder fjernet fra de hollandske boghandleres hylder. 
Bogen fik til gengæld international succes og blev oversat til en lang række sprog, og forfatteren blev selv en indflydelsesrig samfundsdebattør. Hans holdninger og kritik i romanen var medvirkende til gennemgribende ændringer i den hollandske koloniadministration: korrupte embedsmænd blev fjernet, og der blev skabt uddannelsesmuligheder for den lokale befolkning.
Romanen blev filmatiseret i 1976 med hollænderen Fons Rademakers som instruktør. Indspilningen foregik som et hollandsk-indonesisk samarbejde, men filmen blev først tilladt i Indonesien i 1987.
Max Havelaar er navnet på en international certificering og mærkningsordning (stiftet i 1988), som garanterer en etisk, bæredygtig og fair handel. Mærkningsordningen er under gradvis ændring til Fairtrade/Max Havelaar og Fairtrade

## Eksterne links
- Multatuli Museum – officiel website